# 豊城市
豊城市（ほうじょうし）は、中華人民共和国江西省宜春市に位置する県級市。

## 行政区画
- 街道:剣光街道、河洲街道、剣南街道、孫渡街道、尚荘街道、竜津洲街道
- 鎮:白土鎮、袁渡鎮、張巷鎮、杜市鎮、淘沙鎮、秀市鎮、洛市鎮、鉄路鎮、麗村鎮、董家鎮、隍城鎮、小港鎮、石灘鎮、橋東鎮、栄塘鎮、拖船鎮、泉港鎮、梅林鎮、曲江鎮、上塘鎮
- 郷:篠塘郷、段潭郷、蕉坑郷、石江郷、荷湖郷、湖塘郷、同田郷

## 交通

### 鉄道
- 中国国家鉄路集団
  - 昌贛旅客専用線
    - 豊城東駅

  - 滬昆線
    - 豊城駅

  - 京九線
    - 豊城南駅

### 道路
- 高速道路
  - 滬昆高速道路
  - 南韶高速道路
  - S42 東昌高速道路
- 国道
  - G105国道